# Virbia birchi
Virbia birchi là một loài bướm đêm thuộc phân họ Arctiinae, họ Erebidae.